# Gregur
Gregur (Grhegurh) foi um nobre persa do começo do século VII, ativo durante o reinado do xá Cosroes II (r. 590–628).

## Vida

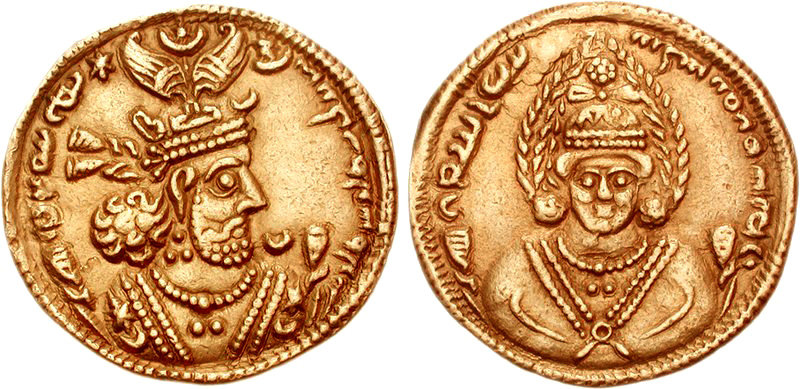
Dinar de r.

Gregur era filho de Porpe e Vactangue, suposto filho de Cosroes I (r. 531–579) e irmão de Hormisda IV (r. 579–590). Sua existência é atestada apenas na História de Taraunitis de João Mamicônio, obra considerada não confiável, e autores como Christian Settipani põe dúvida a sua existência. Aparece no começo do reinado do imperador Focas (r. 602–610), quando vai com seus pais em campanha contra Vaanes II, o Lobo. Seu pai rebatizou o monte de Goroz, em Taraunitis, para Gregur em sua homenagem. Seu pai foi derrotado pelas tropas armênias e ele e sua mãe são levados cativos.
Cosroes II (r. 590–628) envia Surena com 100 000 daecans e 9 000 homens para comprar Gregur e sua mãe de Simbácio I. Simbácio foi diante dele e recebe-o com afeição, o enviando a Muxe. Após 10 dias, Surena pergunta por seu sobrinho, querendo saber onde estava. Lhe mostram a fortaleza e disseram: "Lá". E ele perguntou: "Está pastoreando cabras ou orvalhos lá?" Simbácio riu da piada de Surena e ordenou que seu sobrinho e cunhada fossem trazidos à sua presença. Assim que chegaram, Surena disse: "Poderoso príncipe [governante] da terra da Armênia, você vai dar-lhes como presentes ao rei iraniano"? O príncipe respondeu: "Eu nem daria ao rei iraniano um cachorro morto para o seu jantar sem ele pagar por ele, muito menos dar esses dois [reféns]. Mas se você quiser comprá-los, eu certamente os entregarei caso contrário, vocês três irão a Arcrunique 'e rebanharão cabras, e servirão na fortaleza e ingratamente comerão meu pão."
Surena então disse: "Oh piedoso e poderoso príncipe, se você nos fizesse cuidar de um cachorro em seus portões, seria uma honra para nós estarmos em sua corte, para não falar em pastorear cabras. Mas ouça-nos e tire de nós 100 000 daecans, 2 000 camelos e 6 cavalos iranianos, e nos dê essa mulher e jovem." Simbácio então respondeu: "Tudo o que você trouxe aqui é nosso, pois vou cortar sua cabeça e confiscar o que você tem. Mas se você precisar deles, torne-se um cristão e seja batizado, e me leve e vá para os iranianos e estes [reféns] com você. Caso contrário, pense em outra coisa." As negociações não acabam bem, Surena é morto e Gregur e sua mãe continuam cativos até serem mortos por Varazes de Palúnia. Depois, o general Tigranes é enviado contra os armênios e reivindica os restos mortais de Gregur e Porpe.